# Autographa monogramma
Autographa monogramma là một loài bướm đêm trong họ Noctuidae.